# Arrondissement de Reutlingen
L'arrondissement de Reutlingen est un arrondissement (« Landkreis » en allemand) de Bade-Wurtemberg (Allemagne) situé dans le district (« Regierungsbezirk » en allemand) de Tübingen. Son chef-lieu est Reutlingen.
Il dispose d'un patrimoine culturel, notamment de nombreuses églises, qui en fait le centre touristique de Tübingen. 

## Tableau Général des Communes

Localisation des communes dans l'arrondissement.

| Unité territoriale    | Statut                        | Nbre quartiers Ortsteile/Stadtteile | Bourgmestre (parti)       | Superficie (km2) | Population | Densité  |
| --------------------- | ----------------------------- | ----------------------------------- | ------------------------- | ---------------- | ---------- | -------- |
| Bad Urach             | Commune                       | 5                                   | Elmar Rebmann (SPD)       | 55,45            | 12 143     | 218,99   |
| Dettingen an der Erms | Commune                       | 2                                   | Michael Hillert           | 15,81            | 9 477      | 599,43   |
| Engstingen            | Commune                       | 4                                   | Mario Storz (CDU)         | 31,51            | 5 213      | 165,44   |
| Eningen unter Achalm  | Commune                       | 1                                   | Alexander Schweizer (SPD) | 23,16            | 10 951     | 472,84   |
| Gomadingen            | Commune                       | 7                                   | Klemens Betz              | 45,85            | 2 288      | 49,90    |
| Grabenstetten         | Commune                       | 1                                   | Roland Deh                | 14,53            | 1 667      | 114,73   |
| Grafenberg            | Commune                       | 1                                   | Annette Bauer             | 3,51             | 2 604      | 741,88   |
| Münsingen             | Zone Non-Incorporée           | 1                                   |                           | 64,63            | 0          | 0,00     |
| Hayingen              | Ville                         | 5                                   | Kevin Dorner              | 63,37            | 2 206      | 34,81    |
| Hohenstein            | Commune                       | 5                                   | Jochen Zeller             | 61,71            | 3 646      | 59,08    |
| Hülben                | Commune                       | 1                                   | Siegmund Ganser           | 6,40             | 2 863      | 447,34   |
| Lichtenstein          | Commune                       | 3                                   | Peter Nußbaum             | 34,24            | 9 166      | 267,70   |
| Mehrstetten           | Commune                       | 1                                   | Franziska Höchstädter     | 17,10            | 1 340      | 78,36    |
| Metzingen             | Ville-Arrondissement          | 3                                   | Ulrich Fiedler            | 34,58            | 21 612     | 624,99   |
| Münsingen             | Ville                         | 14                                  | Mike Münzing (SPD)        | 116,99           | 14 399     | 123,08   |
| Pfronstetten          | Commune                       | 6                                   | Reinhold Teufel (CDU)     | 54,06            | 1 485      | 27,47    |
| Pfullingen            | Ville                         | 8                                   | Michael Schrenk           | 30,13            | 18 112     | 601,13   |
| Pliezhausen           | Commune                       | 4                                   | Christof Dold             | 17,31            | 9 411      | 543,67   |
| Reutlingen            | Grande Ville d'Arrondissement | 13                                  | Barbara Bosch             | 87,06            | 114 310    | 1 313,00 |
| Riederich             | Commune                       | 1                                   | Tobias Pokrop             | 4,64             | 4 376      | 943,10   |
| Römerstein            | Commune                       | 4                                   | Matthias Winter           | 46,04            | 3 984      | 86,53    |
| Sonnenbühl            | Commune                       | 4                                   | Uwe Morgenstern           | 61,26            | 7 067      | 115,36   |
| St. Johann            | Commune                       | 6                                   | Florian Bauer (FDP)       | 58,97            | 5 034      | 85,37    |
| Trochtelfingen        | Ville                         | 5                                   | Christoph Niesler         | 79,22            | 6 371      | 80,42    |
| Walddorfhäslach       | Commune                       | 2                                   | Silke Höflinger           | 14,44            | 4 975      | 344,53   |
| Wannweil              | Commune                       | 1                                   | Anette Rösch              | 5,34             | 5 226      | 978,65   |
| Zwiefalten            | Commune                       | 9                                   | Matthias Henne (CDU)      | 45,43            | 2 187      | 48,14    |
| Reutlingen            | 27 communes                   |                                     |                           | 1 092,74         | 282 113    | 258,17   |